# Béla Katzirz
Béla Katzirz (Budapeste, 27 de julho de 1953) é um ex-futebolista profissional húngaro que atuava como goleiro.

## Carreira
Béla Katzirz fez parte do elenco da Seleção Húngara de Futebol, da Copa de 1982.